# Dzatö
Dzatö, också känt som Zadoi, är ett härad i den autonoma prefekturen Yushu i Qinghai-provinsen i västra Kina.